# Stadio Lesdiguières
Lo stadio Lesdiguières (in francese Stade Lesdiguières) è un impianto sportivo multifunzione francese di Grenoble.
Inaugurato nel 1921 e capace di circa 12000 spettatori, in passato fu dedicato principalmente al rugby: dalla sua origine fino al 2014 fu infatti la sede degli incontri interni del locale club FC Grenoble, oltre a ospitare anche il club calcistico del Grenoble Foot 38.
Con lo spostamento dei suddetti club allo Stade des Alpes, Lesdiguières è divenuto il terreno interno della formazione di football americano del Centaures de Grenoble.
Ospitò anche una gara della fase ai gironi della Coppa del Mondo di rugby 1991 e la finale di Coppa Europa di rugby 1995-97 tra Francia e Italia.
È intitolato a François de Bonne de Lesdiguières, ultimo connestabile di Francia e luogotenente generale del Delfinato, di cui Grenoble faceva parte.

## Storia
Lo stadio nacque nel 1921 grazie all'iniziativa di uno dei fondatori del Grenoble, Jean Coin, che investì proprio denaro nell'acquisto del terreno dove fu costruita la struttura.
Fino al 1991, con la costruzione della tribuna Liènard, lo stadio non ebbe ristrutturazioni di rilievo: i lavori furono necessari perché Grenoble fu una delle sedi messe a disposizione dalla Francia all'organizzazione della Coppa del Mondo di rugby 1991 che, benché in capo all'Inghilterra come federazione organizzatrice, utilizzò strutture di Paesi limitrofi.
Lesdiguières ospitò soltanto un incontro nella fase a gironi, quello tra i padroni di casa della Francia e Figi; a parte la formazione dei Bleues, la squadra che più ha disputato incontri internazionali di rugby in tale stadio è l'Italia, che affrontò 4 volte la squadra di casa, la prima volta nel 1955 e l'ultima nel 1997, per quella che fu la prima vittoria in assoluto degli Azzurri sui transalpini (40-32), che valse loro la vittoria in Coppa Europa e, soprattutto il lasciapassare del comitato organizzatore dell'allora Cinque Nazioni all'ammissione dell'Italia al torneo.
Nel 2013 lo stadio fu interessato da nuovi lavori di ristrutturazione con ampliamento della tribuna ovest tramite ricostruzione; tuttavia nel 2014 il Grenoble migrò al nuovo Stade des Alpes lasciando nelle strutture del Lesdiguières soltanto la sede sociale del club.
Nel 2012 Lesdiguières ospitò per la prima volta il club di football americano del Centaures de Grenoble e dal 2016 è una delle sedi di gara di tale squadra.

## Incontri di rilievo

### Rugby a 15
| Arbitro: | Derek Bevan |

|                                                        |      |                |
| Sella 12’, 71’ Lafond 34’, 40’, 67’ D. Camberabero 58’ | mt   | 74’ Naruma     |
| D. Camberabero 12’, 40’, 71’                           | tr   | 74’ Koroduadua |
| D. Camberabero 18’                                     | c.p. | 2’ Koroduadua  |

| Arbitro: | David McHugh |

|                                             |      |                                                     |
| tecnica 14’ Bondouy 52’, 80+2’ Sadourny 79’ | mt   | 5’ I. Francescato 34’ Gardner 56’ Croci 74’ Vaccari |
| Aucagne 14’, 52’, 80+2’                     | tr   | 5’, 34’, 56’, 74’ Domínguez                         |
| Aucagne 20’, 24’                            | c.p. | 17’, 30’, 62’, 68’ Domínguez                        |